# Cronologia do Império Austro-Húngaro
Esta é uma cronologia do Império Austro-Húngaro.

## Século XIX (1867-1900)
- Fevereiro de 1867: Começam as negociações para chegar a um acordo de estado dual formado por Áustria e Hungria.
- 8 de junho de 1867: Coroação de Francisco José I e Sissi como Reis da Hungria em Cfen.
- 8 de outubro - 22 de dezembro de 1867: Compromisso Austro-húngaro.
- 13 de junho - 13 de julho de 1878: Congresso de Berlim, pelo que a província turca de Bósnia e Herzegovina passa a ser administrada pelo Império Austro-Húngaro.
- 22 de setembro - 15 de outubro de 1879: Aliança de Áustria-Hungria com o Império Alemão.
- 20 de maio de 1882: A Itália junta-se à Tríplice Aliança.
- 30 de dezembro de 1888 a 1 de janeiro de 1889: Primeiro congresso do partido social democrata em Hainfeld. Victor Adler consegue reconciliar os grupos moderados e radicais.
- 30 de janeiro de 1889: O arquiduque Rudolfo de Habsburgo e sua amante Maria Vetsera são encontrados mortos no seu quarto do pavilhão de caça de Mayerling.
- 1 de maio de 1890: O Dia do Trabalhador é celebrado pela primeira vez em Viena.
- 11 de agosto de 1892: Entra em circulação a coroa de ouro.
- 4 de dezembro de 1892: A associação dos trabalhadores cristão-sociais de Viena é fundada com a mão de Leopoldo Kunschak.
- 7 de maio de 1896: Entra em vigor o sufrágio censitário.
- 5 de abril de 1897: Crise de Badeni, causada pelo bloqueio do ministro Kasimir Badeni ao decreto sobre a língua, que propunha o bilingüismo nas instituições de Boemia e Moravia.
- 8 de abril de 1897: Karl Lueger é eleito prefeito de Viena.
- 10 de setembro de 1898: Morre assassinada a imperatriz Sissi.

## Início do século XX e pré-guerra (1900-1914)
- 24 de janeiro de 1907: Entra em vigor o sufrágio masculino para homens maiores de 24 anos.
- 14 de maio - 25 de maio de 1907: Primeiras eleições na Áustria.
- 8 de outubro de 1907: Novo compromisso entre Áustria e Hungria.
- 5 de outubro de 1908: Anexação da Bósnia e Herzegovina.
- 13 de março de 1912: Sérvia e Bulgária formam uma aliança contra o Império Austro-Húngaro.

## Primeira Guerra Mundial (1914-1918)
- 28 de junho de 1914: Assassinato do arquiduque Francisco Fernando e sua mulher Sofia Chotek em Sarajevo por um estudante bósnio, Gavrilo Princip.
- 28 de junho de 1914: Áustria-Hungria declara guerra à Sérvia e provoca uma reação de mobilizações e declarações de guerra em cadeia, dando início à Primeira Guerra Mundial.
- 8 de março de 1915: O Império Austro-Húngaro declara-se disposto a ceder a região de Trieste.
- 26 de abril de 1915: É assinado o Tratado de Londres, secreto, entre Reino Unido, França, Rússia e Itália. A Itália muda de lado, obtendo Trieste como incentivo.
- 21 de outubro de 1916: O socialista Friedrich Adler assassina o ministro-presidente da Áustria, o Conde Karl von Stürgkh, em Viena.
- 21 de novembro de 1916: Morre o imperador Francisco José I da Áustria a 68 anos de reinado. Ele é sucedido por Carlos I de Habsburgo.
- 24 de março de 1917: O imperador Carlos I envia carta a Sixto de Borbón-Parma, irmão da imperatriz Zita, pedindo-lhe que a faça chegar ao presidente francês Raymond Poincaré, com o objetivo de firmar um tratado de paz.
- 6 de abril de 1917: Entram na guerra os Estados Unidos, ao lado da Entente.
- 9 de maio de 1917: Segunda carta a Sixto de Borbón-Parma.
- 30 de maio de 1917: É convocado o parlamento (Reichsrat) pela primeira vez desde 1914.
- 14 de julho de 1917: A "lei de plenos poderes em economia de guerra" dá ao governo o direito de governar por decreto, sem passar por assembléias, para questões de política econômica. Tal lei se tornaria, em 1933, o fundamento do governo autoritário de Dollfuss e não seria oficialmente suprimida até 1946.
- 18 de agosto de 1917: O imperador Carlos I decide converter a condenação à morte de Friedrich Adler em uma pena de 18 anos de prisão.
- 7 de dezembro de 1917: Os Estados Unidos declaram guerra ao Império Austro-Húngaro.
- 8 de janeiro de 1918: Programa de paz em 14 pontos, do presidente Wilson, dos Estados Unidos.
- 2 de abril de 1918: Reunião secreta do ministro de relações exteriores, o conde Ottokar Von Czernin, com o presidente francês do Conselho, Georges Clemenceau, para tratar das negociações de paz.